# Agostino Cantù
Paolo Agostino Cantù (Milão, 24 de abril de 1878 — São Paulo, 27 de dezembro de 1943) foi um maestro italiano radicado no Brasil.
Chegou ao Brasil em 1908 contratado pelo recém-criado Conservatório Dramático e Musical de São Paulo e formou dezenas de pianistas e compositores eruditos brasileiros, como Francisco Mignone, Savino De Benedictis e João de Sousa Lima.
Seu nome foi dado a uma rua do bairro do Butantã, em São Paulo (Rua Agostinho Cantu).